# Criccieth Castle
Criccieth Castle är ett slott i Storbritannien.   Det ligger i kommunen Gwynedd och riksdelen Wales, i den södra delen av landet, 300 km nordväst om huvudstaden London. Criccieth Castle ligger 21 meter över havet.
Terrängen runt Criccieth Castle är varierad. Havet är nära Criccieth Castle söderut. Närmaste större samhälle är Porthmadog, 6,9 km öster om Criccieth Castle. 